# Stazione di Stoccarda-Obertürkheim
La stazione di Stoccarda-Obertürkheim (in tedesco Stuttgart-Obertürkheim) è la stazione S-Bahn del distretto di Obertürkheim a Stoccarda.